# 알르망드

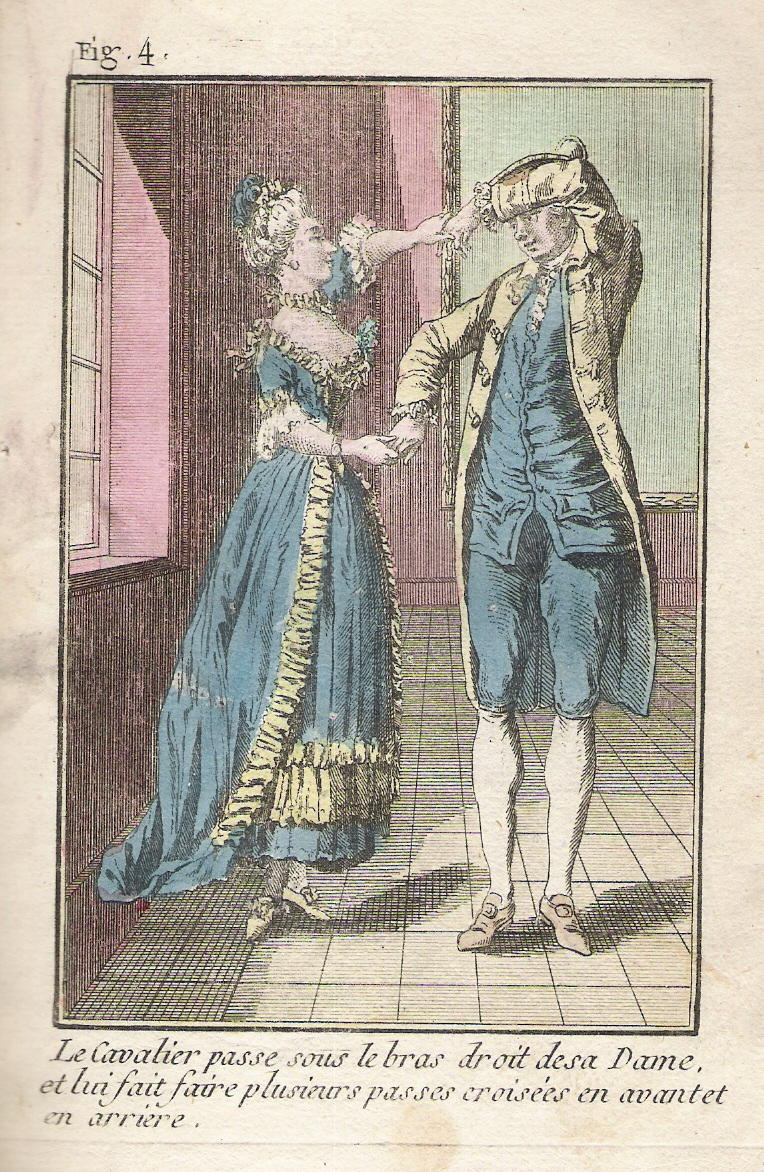
알르망드

알르망드(allemande)란 바로크 시대의 기악 춤곡 형식의 하나로, 모음곡의 기본 요소 중 하나이다.
프랑스에서 유행한 독일풍의 2박자 춤곡이다. 가장 많이 작곡된 것은 18세기 중엽경이나, 이미 17세기경부터 모음곡의 제1악장으로 쓰이고 있었다. 이 무렵에 이미 본래의 무용적 성격은 상실하고 있었다. 특징으로는 4분의 4박자로 곡의 처음에는 짧은 음표의 아우프탁트(여린박)를 가진 것으로, 속도는 보통빠르기이다.